# 佐々木達三
佐々木 達三（ささき たつぞう、1906年（明治39年）3月30日 - 1998年（平成10年）7月7日）は、日本のインダストリアルデザイナー。日本インダストリアルデザイナー協会 (JIDA) の初代理事長や武蔵野美術大学教授を務め、富士重工業（現在のSUBARU）の軽自動車であるスバル360をデザインしたことで知られる。

## 来歴
1906年（明治39年）に東京で生まれる。楽器の製作にあこがれ、東京高等工芸学校（千葉大学の前身）の木材工芸科に入学。1927年（昭和2年）に同校を卒業、横浜船渠（1935年（昭和10年）に三菱重工業に吸収合併）に入社する。同社では学生時代に得た木材の知識を活かしインテリアデザイナーとして活動。敗戦により三菱重工業が解体されることとなり、1946年（昭和21年）に同社を退職し、フリーランスのデザイナーとなる。
戦後は、1948年（昭和23年）から1958年（昭和33年）にかけて石川島造船所（現在のIHI）の技術指導・インテリアデザインに携わったのをはじめ、建築室内、船内のデザイン、機械工具、自動車関係、生活用具のデザインに従事する。1956年には富士重工業より新規開発の軽自動車（スバル360）のデザインを依頼される。1972年（昭和47年）からは生涯にわたってリハビリテーション施設及び用具のデザインに携わる。
1952年（昭和27年）設立された日本インダストリアルデザイナー協会 (JIDA) の初代理事長を5期務め、1975年（昭和50年）には名誉理事となる。また、デザイナーとしての仕事の一方で1959年（昭和34年）から1977年（昭和52年）まで武蔵野美術大学造形学部工芸工業デザイン学科教授を務め、多くの後進者を育てた。
1998年（平成10年）7月7日没（満92歳）。

## 仕事

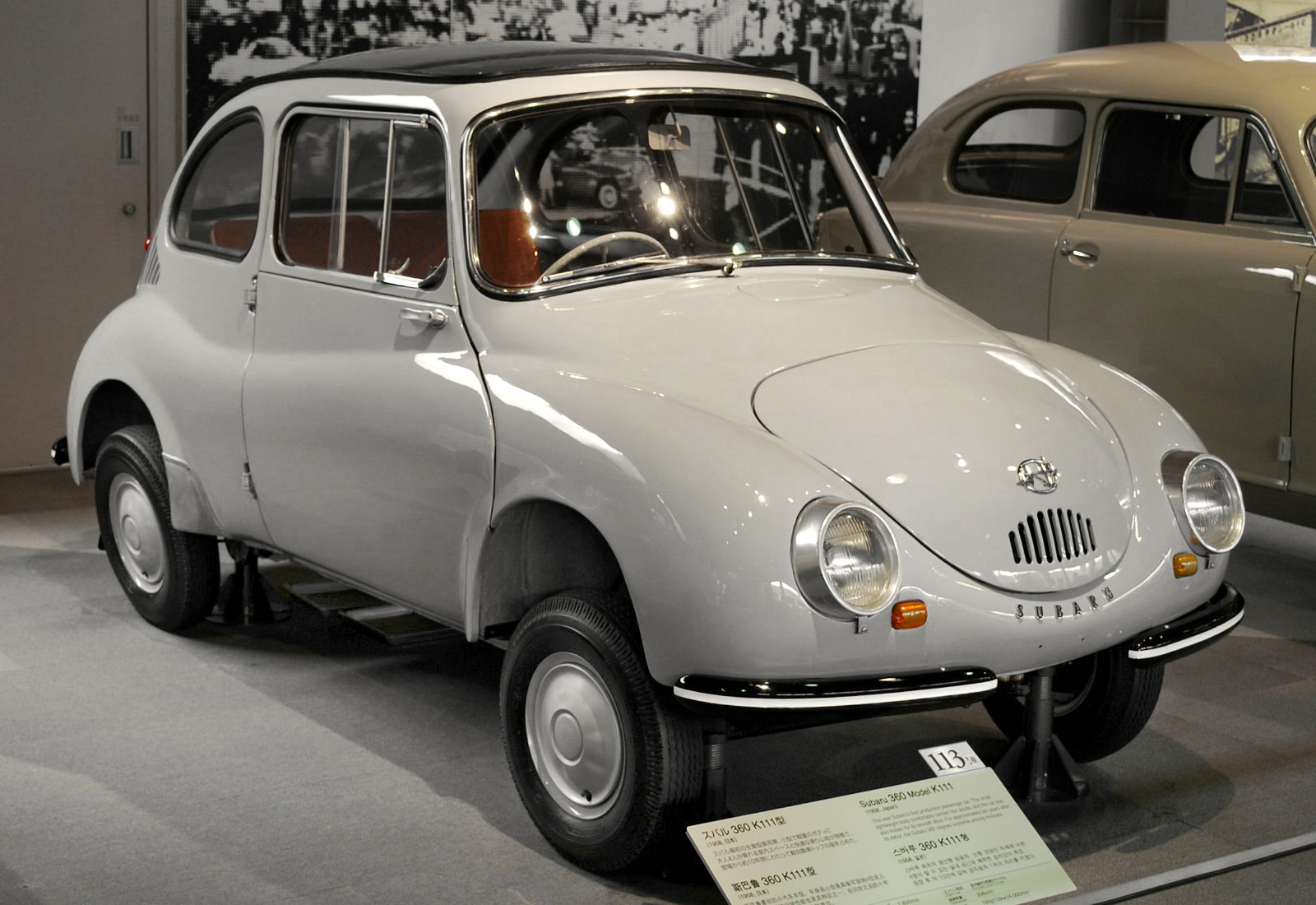
スバル360

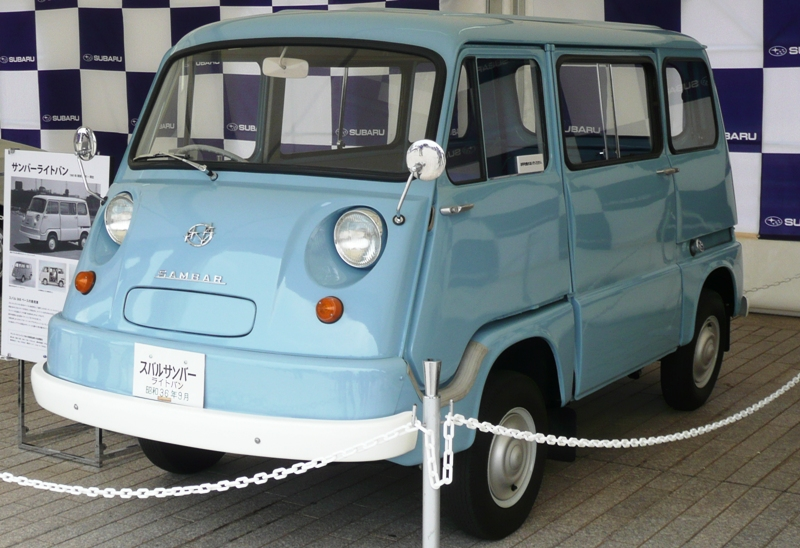
スバル・サンバー

### 主なデザイン
- 日枝丸 インテリア[2]
- カズラ草文上下自在フロアスタンド（1940年）※紀元2600年奉祝美術展覧会出展）[1]
- さんぺとろ丸 食堂壁面レリーフ（1950年）[1]
- 富士産業 （現・SUBARU）ラビットスクーター（1950年）[1]
- 学校給食用コップ（1953年）[1]
- コンデンサーモーター（1953年頃）[1]
- 西日本鉄道 観光バス[3]
- 富士重工業（現・SUBARU）
  - スバル360[1]
  - サンバー[4]
  - ラビットジュニアS301[5]
- 曲木組立式椅子（1960年頃）[1]
- さくら丸 (見本市船) 第6次ディスプレイ（1965年）[1]
- 日本電信電話公社 赤電話機・ピンク電話機デザイン（1970年）[1]

### 主な研究
- ポリエステル樹脂をベースとした[1]画材の研究、名称「セルトン」[2]
  - 佐々木はこれを主に壁画の材料に用いた。
- 銀の岩石笠への焼付技術の研究、名称「シルヴォン」[2]

### 著書
- 『木材工芸叢書 7 寝室家具』（1936年、洪洋社）

## 年表
出典：
- 1906年（明治39年） - 東京市地明石町にて出生
- 1927年（昭和2年） - 東京高等工芸学校木材工芸科卒業
- 1927年（昭和2年） - 横浜船渠入社、造船設計課に配属
- 1946年（昭和21年） - 三菱重工業（横浜船渠の後身）退社、フリーランサーとなる
- 1952年（昭和27年） - 日本インダストリアルデザイナー協会 (JIDA) 理事長（以降5期就任）
- 1957年（昭和32年） - 株式会社佐々木達三デザイン事務所設立
- 1959年（昭和34年） - 武蔵野美術学校（武蔵野美術大学の前身）教授
- 1962年（昭和37年） - 武蔵野美術大学教授
- 1969年（昭和44年） - 工業デザインと材料協会 (IDM) 会長（1973年まで）
- 1975年（昭和50年） - JIDA名誉理事
- 1977年（昭和52年） - 勲四等旭日小綬章
- 1991年（平成3年） - 国井喜太郎産業工芸賞受賞
- 1994年（平成6年） - 通産省デザイン功労者表彰
- 1998年（平成10年） - 7月7日没

## エピソード
- 佐々木は図面や絵を書かず、立体的なモデルを作ってデザインを進めるプロセスを採っていた。スバル360のデザインにおいてもそれは踏襲され、当初は1/5の粘土模型でデザインの構想を練った。機能上の最小内法寸法を突起で示した釘が打ち付けられた木型を富士重工が用意し、それに粘土を盛ることでモデルが作られた[6]。
- 佐々木は産業工芸試験所の後輩から工業デザインの協会作りの誘いを受けた時に、初めて「工業デザイン」という名前を知った。そして、後輩の説明を受け、これまでの仕事と同じ内容であったので参加を快諾した。そして、日本インダストリアルデザイナー協会の設立時に「名前だけでもよい」ということで初代理事長任命されてしまったとのことである[2]。
- 佐々木がスバルのデザインを依頼されて最初に行ったのは自動車の免許取得だった。佐々木はこれまでは自動車に関心がなかったが、先入観を排除するためにカタログや文献を集めるようなことはせず、自動車がどのような使われ方をするのを知るために自ら車を運転することでそれを会得しようとした[7]。
- 日常生活は風呂に始まって風呂に終わるといってもよいくらいの風呂好きで、「アイデアは風呂から湧いて出てくるのでは」と言われたくらいだった[1]。「アイデアは風呂の中で」のエピソードは、朝日ジャーナル誌上でも取り上げられた[8]。